# Jan Kasprowicz
Jan Kasprowicz (n. 12 decembrie 1860 - d. 1 august 1926) a fost un scriitor, critic literar și traducător polon.
A fost un reprezentant important al mișcării Młoda Polska (Tânăra Polonie).
A scris o poezie a revoltei sociale, ca mai târziu să analizeze contradicția dintre spirit și materie, într-o tonalitate pesimistă și piese de teatru într-un registru poetic, în care se dovedește un adevărat maestru al cuvântului.

## Scrieri
- 1890: Chrystus
- 1891: Din ogorul țăranului ("Z chłopskiego zagonu")
- 1891: Lumea se sfârșește ("Świat sie kónczy")
- 1894: Anima lachrymans și alte poezii noi ("Anima lachrymans i inne nowe poezje")
- 1901: Lumii care moare ("Ginącemu światu")
- 1911: Clipele ("Chwile")
- 1916: Cartea umililor ("Księga ubogich")
- 1926: Universul meu ("Mój świat").

Kasprowicz a tradus din tragedia greacă, Shakespeare, poeții contemporani francezi și germani.
1. 1 2  Jan Kasprowicz, Opća i nacionalna enciklopedija
2. 1 2  Autoritatea BnF, accesat în 10 octombrie 2015
3. 1 2  Jan Kasprowicz, Internetowy Polski Słownik Biograficzny
4. 1 2  Jan Kasprowicz, Brockhaus Enzyklopädie, accesat în 9 octombrie 2017
5. 1 2  Jan Kasprowicz, International Music Score Library Project, accesat în 9 octombrie 2017
6. ↑  Brockhaus Enzyklopädie, accesat în 7 septembrie 2022
7. ↑   https://poezja.org/wz/Kasprowicz_Jan/, accesat în 7 septembrie 2022 Lipsește sau este vid: |title= (ajutor)
8. ↑   http://www.hls-dhs-dss.ch/textes/f/F041500.php, accesat în 7 septembrie 2022 Lipsește sau este vid: |title= (ajutor)
9. ↑  The Fine Art Archive, accesat în 7 septembrie 2022
10. 1 2  Enciclopedia on line, accesat în 7 septembrie 2022
11. ↑  Каспрович Ян, Marea Enciclopedie Sovietică (1969–1978)[*]
12. ↑   https://proleksis.lzmk.hr/30357, accesat în 7 septembrie 2022 Lipsește sau este vid: |title= (ajutor)
13. ↑  Autoritatea BnF, accesat în 7 septembrie 2022
14. ↑  Katalog der Deutschen Nationalbibliothek, accesat în 29 decembrie 2024
15. ↑  CONOR.SI[*] Verificați valoarea |titlelink= (ajutor)